# 安食台
安食台（あじきだい）は、千葉県印旛郡栄町の町丁。現行行政地名は安食台一丁目から安食台六丁目。郵便番号270-1515。

## 地理
周囲は安食に隣接している。

## 世帯数と人口
2017年（平成29年）11月1日現在の世帯数と人口は以下の通りである。
| 丁目         | 世帯数    | 人口    |
| ------------ | --------- | ------- |
| 安食台一丁目 | 51世帯    | 129人   |
| 安食台二丁目 | 412世帯   | 952人   |
| 安食台三丁目 | 534世帯   | 1,258人 |
| 安食台四丁目 | 478世帯   | 1,143人 |
| 安食台五丁目 | 307世帯   | 671人   |
| 安食台六丁目 | 359世帯   | 855人   |
| 計           | 2,141世帯 | 5,008人 |

## 小・中学校の学区
町立小・中学校に通う場合、学区は以下の通りとなる。
| 地域         | 小学校             | 中学校         |
| ------------ | ------------------ | -------------- |
| 安食台一丁目 | 栄町立安食台小学校 | 栄町立栄中学校 |
| 安食台二丁目 | 栄町立安食台小学校 | 栄町立栄中学校 |
| 安食台三丁目 | 栄町立安食台小学校 | 栄町立栄中学校 |
| 安食台四丁目 | 栄町立安食台小学校 | 栄町立栄中学校 |
| 安食台五丁目 | 栄町立安食台小学校 | 栄町立栄中学校 |
| 安食台六丁目 | 栄町立安食台小学校 | 栄町立栄中学校 |

## 施設

### 一丁目
- 栄町役場
- マルエツ安食店
- コメリ栄町安食台店
- 安食台一・五・六丁目集会所
- 成田警察署栄交番

### 二丁目
- 安食郵便局
- 昭苑台コミュニティセンター（安食台二丁目自治会集会所）
- 皀前児童公園

### 三丁目
- コミュニティセンター（安食台3丁目自治会集会所）
- 安食稲荷神社
- 山中児童公園
- 高田児童公園
- 道面児童公園

### 四丁目
- 栄町立安食台小学校
- 安食台四丁目自治会集会所
- 安食台第1近隣公園
- ふれあい広場
- 小台児童公園
- 鴻ノ巣児童公園

### 五丁目
- 十王児童公園
- 米ノ内児童公園

### 六丁目
- 安食台第2近隣公園
- 五斗蒔児童公園
- 長門川水道企業団ポンプ場
- 長門川水道企業団浄水場